# 人生×僕=
《人生×僕=》是日本樂團ONE OK ROCK的第6張專輯，於2013年3月6日分初回限定盤及通常盤發行。

## 簡介
- 與前作《殘響Reference》相隔約1年5個月的新作，收錄單曲《The Beginning》、《Deeper Deeper》跟《Nothing Helps》。
- 曲風較上一張專輯較具歐美味道，起用曾為歐美樂隊The Used及Panic! at the Disco等製作歌曲的混音師John Feldmann及來自丹麥的Tue Madsen製作專輯歌曲。此外還迎來曾為知名歌手艾薇兒·拉維尼、樂隊好把戲及年輕歲月等混音歌曲的Chris Lord-Alge負責製作專輯其中一首曲目[1]。
- 初回限定盤收錄隱藏音軌以及收錄《The Beginning》和《the same as...》的Studio Jam Session的DVD。
- Oricon榜最高位2位，銷量超過20萬張，成為ONE OK ROCK首張獲認證為白金唱片的作品[2]。
- 以本專作為主題的演唱會「ONE OK ROCK 2013 "人生×君=" TOUR」5月開始於全國6個城市巡迴演出11場，總動員人數達10萬人[3]。

## 收錄曲

### CD
全曲作詞：Taka
1. Introduction 〜Where idiot should go〜[1:11]
  - 作曲：Toru
2. Ending Story??[4:15]
  - Taka　作曲：Toru/Taka
3. ONION![3:18]
  - 作曲：Taka
4. The Beginning[4:52]
  - 作曲：Taka
  - 電影「浪客劍心」主題曲
5. Clock Strikes[3:55]
  - 作曲：Toru/Taka
  - 專輯的主打曲目，專輯發售前於iTunes提供先行付費下載[1]。
  - PS4/PS3版遊戲「人中之龍 維新」主題曲
  - 演唱會若將唱到這首，Taka會伸直手臂指向12點方向，隨著前奏的時針前進聲而順時針旋轉。
6. Be the light[5:38]
  - 作曲：Taka
  - 電影「船長哈洛克」主題曲
  - 演奏時間達5分38秒，為ONE OK ROCK所有歌曲中時間最長的。
  - 2013年3月11日，於You Tube的官方頻道公開了本曲的英語字幕、日語字幕、法語字幕、中文字幕、西班牙字幕、葡萄牙語字幕以及無字幕共7版本的MV。
  - 演唱會中若唱到這首，會讓觀眾打開手機的閃光燈或螢幕，形成一片光海。
7. Nothing Helps[4:46]
  - 作曲：ONE OK ROCK
  - PS3/Xbox360遊戲「DmC：惡魔獵人」主題曲
  - 與單曲版本編曲稍有不同。
8. Juvenile[3:58]
  - 作曲：Taka
9. All Mine[4:36]
  - 作曲：Taka
  - 只用鋼琴以及弦樂器伴奏的抒情歌曲。
10. Smiling down[4:24]
  - 作曲：Toru/Taka
  - 紀念「Pay money To my Pain（英语：Pay money To my Pain）」樂團主唱K的逝世。
11. Deeper Deeper[3:36]
  - 作曲：Tomoya/Ryota
  - SUZUKI SWIFT SPORT 廣告歌
12. 69[4:37]
  - 作曲：ONE OK ROCK
  - 本專的回應曲
  - 除了副歌皆為Taka的獨白。此外，歌曲最後部分的獨白並未記載在歌詞本上。
13. the same as...[16:15]
  - 作曲：Taka
  - 電影「GOOD MORNING EVERYONE!」主題曲
  - 本曲4分30秒至6分10秒全為空白、6分10秒開始為隱藏音軌。

### DVD
1. The Beginning Studio Jam Session片段
2. the same as... Studio Jam Session片段

## 備註
1. 1 2  .   [2013-09-07]. （原始内容存档于2016-03-04）.
2. ↑  .   [2013-09-07]. （原始内容存档于2013-09-15）.
3. ↑  .   [2013-09-07]. （原始内容存档于2013-09-07）.